# 浅黄色
浅黄色（あさぎいろ、あさきいろ）は、色のひとつで薄い黄色である。浅葱色（薄い青緑色）とは別の色であるが、浅葱色のことを「浅黄」と表記することもある。

## 近似色
- 黄色
- 淡黄色
- 檸檬色
- クリーム色